# Detektor fotojonizacyjny
Detektor fotojonizacyjny (ang. photoionization detector, PID) – niedestrukcyjny czujnik, stosowany jako przenośny analizator zanieczyszczeń powietrza lub element chromatografów gazowych. Cząsteczki zanieczyszczeń są wykrywane, jeżeli pod wpływem promieniowania, emitowanego przez lampę UV ulegają jonizacji (mają energię jonizacji mniejszą od energii emitowanych fotonów). Obecność produktów jonizacji jest rejestrowana przez elektrometr, podobnie jak w przypadku detektora płomieniowo-jonizacyjnego (FID).
Powstające jony ulegają rekombinacji, co sprawia, że PID zalicza się do klasy detektorów niedestrukcyjnych (nieniszczących), w przeciwieństwie do detektora FID. PID jest detektorem niedestrukcyjnym stężeniowym, a FID detektorem destrukcyjnym masowym (wielkość sygnału jest zależna liczby atomów węgla w cząsteczce).

## Zasada działania

Pobudzenie i dysocjacja związku chemicznego

Detektor fotojonizacyjny należy do grupy detektorów, w których pozbawione ładunku (obojętne) cząsteczki związków chemicznych zawartych w badanej próbce są poddawane działaniu czynników wywołujących jonizację – rozpad na cząstki naładowane (jony – kationy i aniony). Jonizacja cząsteczek zachodzi np. w wyniku zderzeń między cząsteczkami o wysokiej energii kinetycznej (wysokiej temperaturze) albo wpływem bombardowania strumieniem cząstek o wysokiej energii (np. cząstek alfa) lub promieniowania elektromagnetycznego o odpowiednio dużej energii fotonów – kwantów światła o małej długości fali:
{\displaystyle E=h\cdot c/\lambda }
gdzie: E – energia fotonu, h – stała Plancka, c – prędkość światła w próżni, λ – długość fali
W detektorach fotojonizacyjnych stosuje się promieniowanie o różnych długościach fali z zakresu nadfioletu (10–400 nm). Pod jego wpływem ulegają jonizacji te cząsteczki zanieczyszczeń powietrza, których energia jonizacji nie jest większa od wielkości fotonu. Powstające jony przemieszczają się w komorze jonizacyjnej aparatu w kierunku odpowiednich elektrod. Rejestrowane z użyciem elektrometru natężenie prądu elektrycznego, przepływającego w obwodzie pomiarowym jest skorelowane ze stężeniem związków chemicznych, które ulegają jonizacji.

### Źródła promieniowania UV
We współczesnych detektorach fotojonizacyjnych źródłami promieniowania UV są lampy bezelektrodowe (indukcyjne). Ich wprowadzenie do powszechnego użytku w latach 80. XX w. umożliwiło miniaturyzację aparatów, w tym produkcję mierników kieszonkowych osobistego użytku.
Promieniowanie jest emitowane przez wypełniający lampę gaz, pobudzany do emisji przez działanie pola elektromagnetycznego o częstotliwości radiowej lub mikrofalowej. Długość emitowanego promieniowania (energia fotonów) zależy od rodzaju zastosowanego gazu. W urządzeniach komercyjnych stosuje się np. krypton, ksenon i argon, które emitują promieniowanie z pasmami o długości fali (maksimum piku):
- krypton – 123,9 (dominujące) i 116,9 nm (energia fotonu: 10,0 i 10,6 eV)
- ksenon – 147,6 nm (dominujące) i 129,1 nm (8,4 i 9,6 eV)
- argon – dwa nakładające się pasma z maks. 105,9 nm (11,7 eV)

Lampy oznacza się symbolami zawierającymi informację o energii fotonów. Najbardziej popularne są lampy kryptonowe, oznaczane symbolem te są oznaczane symbolem 10,6 eV lub 10,2 eV.
Energia emitowanych fotonów decyduje o możliwościach zastosowania lamp. Lampy 9,5 eV umożliwiają oznaczanie stężenia np. benzenu i innych związków aromatycznych oraz amin. Stężenia takich związków, jak acetylen, formaldehyd lub metanol, oznacza się z użyciem lamp 11,7 eV, a stężenia amoniaku, etanolu lub acetonu – z użyciem lamp 10,2 eV (lub 10,6 eV).

### Przykładowe wartości energii jonizacji
| Związek chemiczny | Energia jonizacji [eV] | Związek chemiczny     | Energia jonizacji [eV] | Związek chemiczny   | Energia jonizacji [eV] |
| cyjanowodór       | 13,91                  | bromek acetylu        | 10,55                  | propylen            | 9,73                   |
| tlenek węgla      | 13,79                  | etylen                | 10,515                 | aceton              | 9,69                   |
| dwutlenek węgla   | 13,79                  | alkohol etylowy       | 10,48                  | aldehyd benzoesowy  | 9,53                   |
| woda              | 12,8                   | siarkowodór           | 10,46                  | keton metyloetylowy | 9,53                   |
| acetonitryl       | 12,22                  | kwas octowy           | 10,37                  | cyklopentanon       | 9,26                   |
| fosgen            | 11,77                  | acetaldehyd           | 10,21                  | 1-butanotiol        | 9,14                   |
| nitrometan        | 11,08                  | alkohol n-propylowy   | 10,2                   | cykloheksanon       | 9,14                   |
| kwas mrówkowy     | 11,05                  | amoniak               | 10,15                  | cyklopenten         | 9,01                   |
| chlorek acetylu   | 11,02                  | octan etylu           | 10,11                  | metyloamina         | 8,97                   |
| akrylonitryl      | 10,91                  | akroleina             | 10,1                   | etyloamina          | 8,86                   |
| nitroetan         | 10,88                  | n-butylowy alkohol    | 10,04                  | sulfid dietylowy    | 8,34                   |
| formaldehyd       | 10,87                  | eter dimetylowy       | 10                     | trimetyloamina      | 7,82                   |
| alkohol metylowy  | 10,85                  | aldehyd n-walerianowy | 9,82                   | trietyloamina       | 7,5                    |

### Zależność odpowiedzi PID od stężenia zanieczyszczeń

Kształt krzywej wzorcowania PID

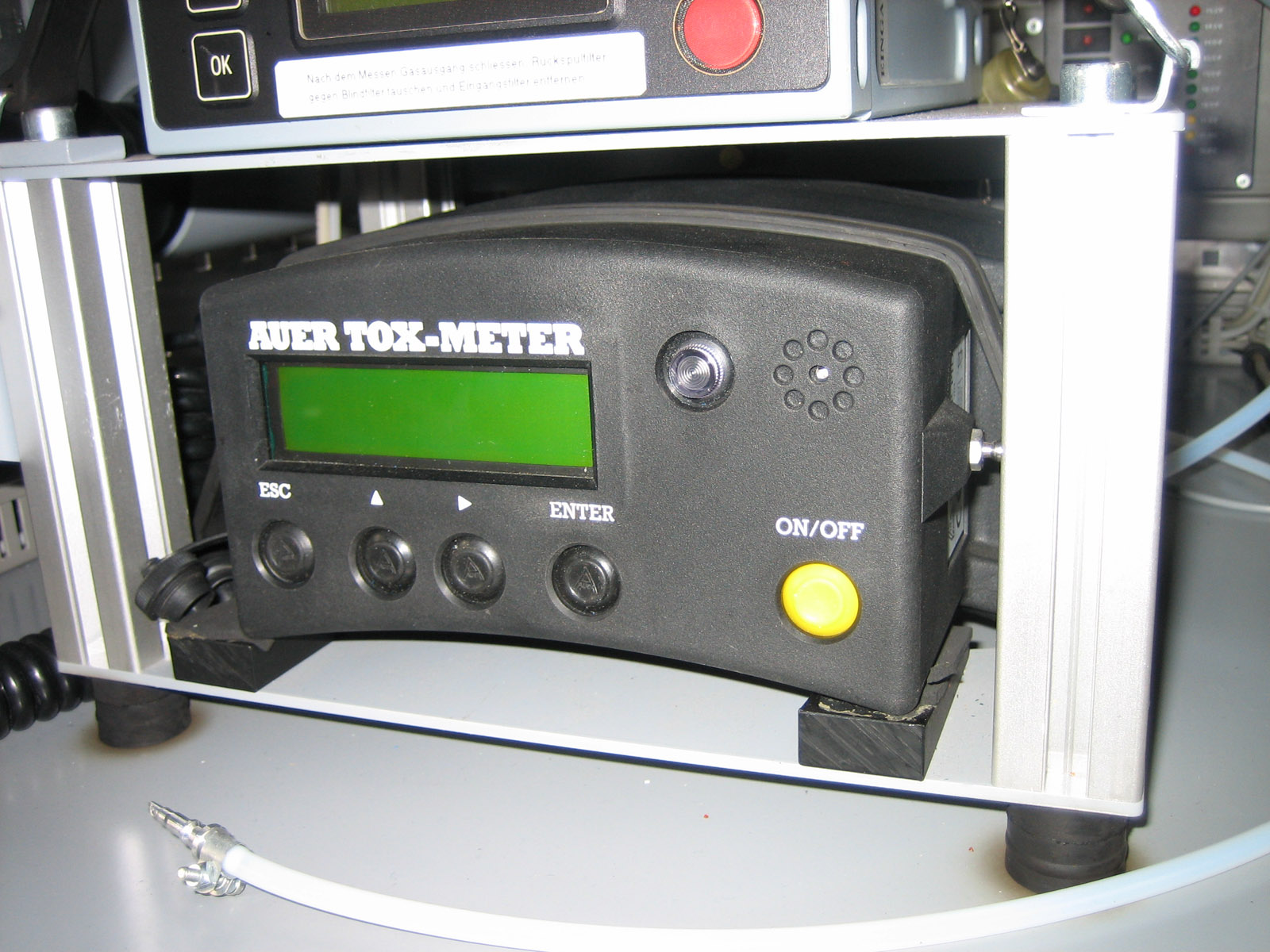
Detektor PID zainstalowany w mobilnym laboratorium monitoringu powietrza (ABC-Erkundungskraftwagen)

Wartości sygnałów elektrometru są w przybliżeniu liniowo zależne od stężenia analitów
w niewielkim ich zakresie stężenia. Zaleca się stosowanie wzorcowania (kalibracji) przyrządu. W czasie kalibracji wyznacza się zależność wskazań przyrządu od stężenia izobutylenu. Odpowiednie zależności dotyczące innych związków są wyznaczane na podstawie współczynników korekcyjnych.
| Grupa związków                       | Względna czułość | Przykłady                                            |
| węglowodory aromatyczne              | 10               | benzen, toluen, styren                               |
| aminy alifatyczne                    | 10               | trimetyloamina                                       |
| nienasycone fluorowcowodory          | 5 – 9            | chlorek winylu, chlorek winylidenu, trichloroeten    |
| ketony                               | 7 – 9            | MEK, BMK, aceton, cykloheksanon                      |
| różne związki organiczne nienasycone | 3 – 5            | akroleina, propylen, cykloheksanon, alkohol allilowy |
| związki siarkoorganiczne             | 3 – 5            | siarkowodór, metanotiol                              |
| węglowodory alifatyczne C3 – C7      | 1 – 3            | pentan, heksan, heptan                               |
| amoniak                              | 0,3              |                                                      |
| węglowodory alifatyczne C1 – C4      | 0                | metan, etan                                          |

## Zastosowania detektorów PID
PID są popularnymi detektorami eluatów, umieszczanymi na wylocie z kolumn do chromatografii gazowej w wielu typach chromatografów, często w zestawach z innymi detektorami.
Detektory fotojonizacyjne, stosowane jako samodzielne analizatory, są rekomendowane do oznaczeń stopnia zanieczyszczenia środowiska, np. przez Environmental Protection Agency. Są stosowane zarówno stacjonarne, wielofunkcyjne aparaty laboratoryjne, jak sprzęt zminiaturyzowany, montowany mobilnych laboratoriach monitoringu środowiska lub kieszonkowy (zapewnienie bezpieczeństwa w warunkach pracy). Urządzenia stacjonarne są też montowane zakładach przemysłowych, np. w celu prowadzenia ciągłego monitoringu emisji zanieczyszczeń.
W czasie badań hydrologicznych lub geologicznych PID umożliwiają dokonywanie pośrednich oznaczeń stężenia LZO w wodzie lub glebie (np. rozpuszczalniki chloropochodne, produkty ropopochodne, wycieki z oczyszczalni ścieków). Hewitt i Lukas stwierdzili liniową zależność odpowiedzi PID nad powierzchnią gruntu od stężenia benzenu, toluenu, ksylenów, dichloroetylenów i trichloroetylenu w glebie.
Kieszonkowe urządzenia z detektorami fotojonizacyjnymi są dostępne dla indywidualnych użytkowników, jako łatwe w obsłudze środki do ochrony osobistej.